# 岁岁清明
《岁岁清明》是2011年上映的中国大陆剧情片，由肖风执导，钱佩怡、盛翔、张纹主演，讲述抗日战争背景下杭州人的故事。影片获2011年第28届中国电影金鸡奖最佳故事片奖。